# Henny Eman
Jan Hendrik Albert "Henny" Eman, född 20 mars 1948 på Aruba, död 6 januari 2025 på Aruba, var Arubas regeringschef 1986 till 1989, samt 1994 till 2001. Hans bror, Mike Eman, är Arubas nuvarande regeringschef.